# Maurens (Dordogne)
Pour les articles homonymes, voir Maurens.
Maurens [moʁɛ̃s] est une ancienne commune française située dans le département de la Dordogne, en région Nouvelle-Aquitaine.
Au 1er janvier 2019, elle est intégrée à la commune nouvelle d'Eyraud-Crempse-Maurens en tant que commune déléguée.

## Géographie

### Généralités

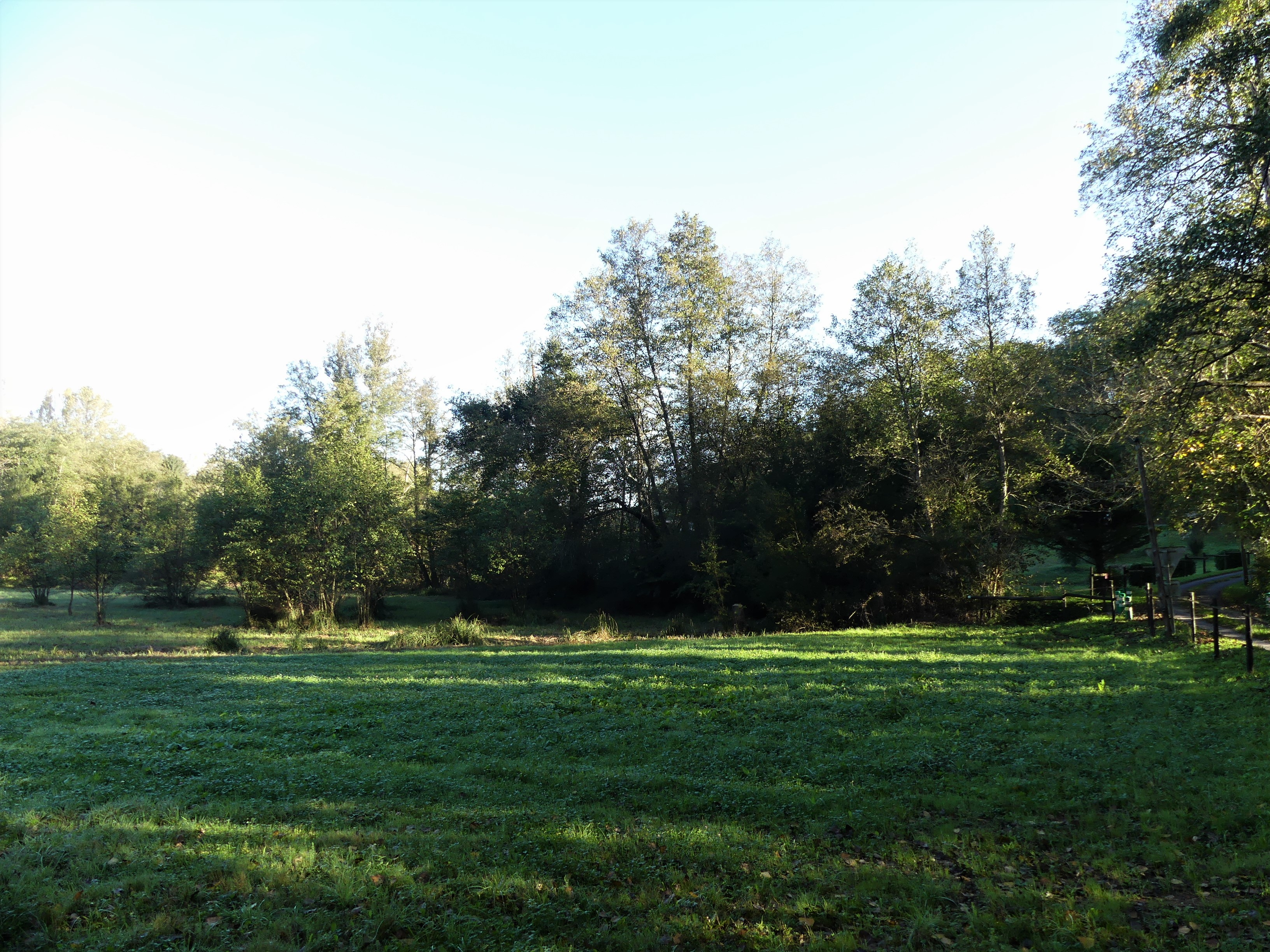
La vallée du ruisseau de Ladoux près du lieu-dit le Clos de la Caboussie.

Située dans le quart sud-ouest du département de la Dordogne, en limite du Bergeracois et du Landais, la commune déléguée de Maurens s'étend sur 22,58 km2. Représentant la partie sud et centrale de la commune nouvelle d'Eyraud-Crempse-Maurens, elle est arrosée par le ruisseau de Ladoux et bordée au sud sur plus de deux kilomètres par son affluent le Gaillardet.
L'altitude minimale avec 48 mètres se trouve localisée au sud-ouest, au sud-est du lieu-dit la Sigalière, là où le ruisseau de Ladoux quitte la commune et entre sur celle de Ginestet. L'altitude maximale avec 185 mètres est située à l'extrême nord-est, à l'est du lieu-dit les Quatre Chemins, en limite de Saint-Julien-de-Crempse.
Le bourg de Maurens se situe en distances orthodromiques, neuf kilomètres au nord de Bergerac et quatorze kilomètres au sud-est de Mussidan.
La commune est desservie par les routes départementales (RD) 4, 4E3 qui passe 500 mètres à l'ouest du bourg, et 107.
Entre Saint-Julien-de-Crempse et Queyssac, le GR 654 traverse sur six kilomètres le territoire communal, passant dans le bourg de Maurens.

### Communes limitrophes

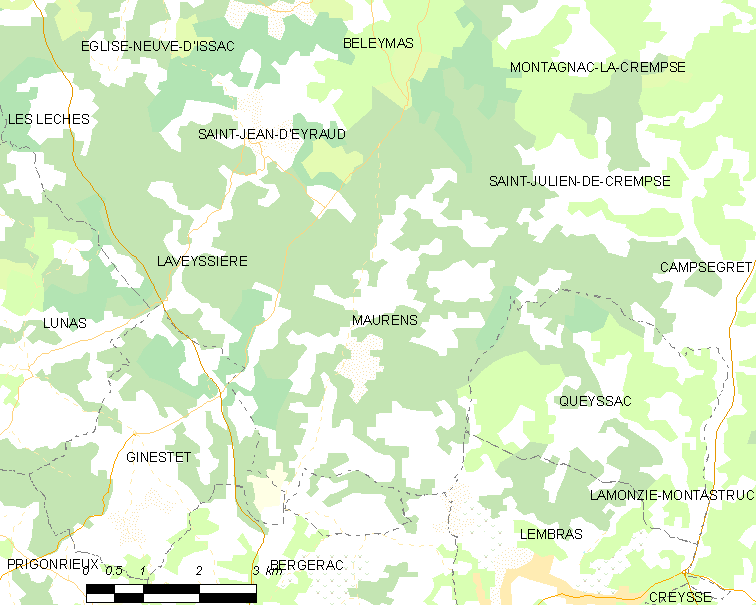
Carte de Maurens et des communes avoisinantes en 2018, avant la création de la commune nouvelle d'Eyraud-Crempse-Maurens.

En 2018, année précédant la création de la  commune nouvelle d'Eyraud-Crempse-Maurens, Maurens était limitrophe de sept autres communes. Au nord, le territoire communal était distant de moins de 100 mètres de celui de Beleymas et d'environ 200 mètres de celui de Montagnac-la-Crempse.
| Saint-Jean-d'Eyraud |          | Saint-Julien-de-Crempse |
| Laveyssière         | Maurens  | Queyssac                |
| Ginestet            | Bergerac | Lembras                 |

## Urbanisme

### Villages, hameaux et lieux-dits
Outre le bourg de Maurens proprement dit, le territoire se compose d'autres villages ou hameaux, ainsi que de lieux-dits :
- Alias
- le Baillard
- Bardicales
- la Baysse
- les Biailles
- les Bois de l'Homme
- le Bost
- le Bost Haut
- les Brandes
- le Breuilh
- la Caboussie
- Carrière
- les Cavailles
- les Cazeilles
- les Cèdres
- Charbonnière
- la Cigalière
- le Codert
- Cristefouille
- le Cros de la Fouine
- le Fieu
- Fon Barade
- Foncaudière
- la Fontaine du Roc
- la Fontaine Poussouze
- la Grimardie
- le Gros Roc
- le Haut-Perrier
- Lacoste
- Ladoux
- Lacrose
- Langeat
- Lavergne
- Lescuretie
- Leymarie
- Leyvitour
- le Maine
- May de Mouyou
- le Paradis
- le Perrier
- le Petit Meynot
- le Petit Prat
- les Pichottes
- le Plantou
- la Pouge
- les Prades
- les Quatre Chemins
- le Rouquet
- les Sarrazies
- le Terme Blanc
- Toucanne
- la Tour
- le Touron
- Tout Vent
- Toutifaut
- Tuilière de Lavergne
- Vallon des Combes
- le Villageot
- les Villes.

## Toponymie
La première mention écrite connue du lieu est indiquée dans un pouillé du XIIIe siècle et se réfère à son église, sous la forme Sancta Maria de Marenes.
On trouve ensuite les graphies Maurencum en 1365, Maurenxs en 1382, et Mourens en 1680,.
Le nom de la commune est dérivé du nom d'un personnage germanique, Mauringus, et correspond au « domaine de Mauringus »
En occitan, la commune porte le nom de Maurencs.

## Histoire
Au Moyen Âge, Maurens était une châtellenie dépendant de celle de Bergerac. Le château de Maurens qui appartenait à Marguerite de Bergerac a été acquis par Guillaume de Nogaret pour le compte du roi de France. En 1310, Isabelle de Levès cède le château pour trois ans au roi d'Angleterre. En 1344, le château est donné au comte de Périgord. Au XIVe siècle, la châtellenie rassemblait les paroisses de Genestet, Lembras, Maurens, Queyssac, la Veyssière, et partiellement de Campsegret et de Sainte-Foy (actuellement Sainte-Foy-des-Vignes, partagée entre Bergerac et Ginestet).
En 1743 est attesté un château, la « Caboussie d'Aliac », au lieu-dit la Caboussie.
Au 1er janvier 2019, la commune fusionne avec Laveyssière, Saint-Jean-d'Eyraud et Saint-Julien-de-Crempse pour former la commune nouvelle d'Eyraud-Crempse-Maurens. À cette date, les quatre communes fondatrices deviennent communes déléguées.

## Politique et administration

### Rattachements administratifs et électoraux
Dès 1790, la commune de Maurens est rattachée au canton de Montagnac qui dépend du district de Bergerac jusqu'en 1795, date de suppression des districts. En 1801, le canton est rattaché à l'arrondissement de Bergerac. Le canton de Montagnac est ensuite renommé en canton de Villamblard l'année suivante, à la suite du transfert du chef-lieu de canton depuis Montagnac vers Villamblard.
Dans le cadre de la réforme de 2014 définie par le décret du 21 février 2014, ce canton disparaît aux élections départementales de mars 2015. La commune est alors rattachée électoralement au canton du Périgord central.
En 2017, Maurens est rattachée à l'arrondissement de Périgueux,.

### Intercommunalité
Fin 2001, Maurens intègre dès sa création la communauté de communes du Pays de Villamblard. Celle-ci disparaît au 31 décembre 2016, remplacée au 1er janvier 2017 par la communauté de communes Isle et Crempse en Périgord.

### Administration municipale
La population de la commune étant comprise entre 500 et 1 499 habitants au recensement de 2011, quinze conseillers municipaux ont été élus en 2014,. Ceux-ci sont membres d'office du  conseil municipal de la commune nouvelle d'Eyraud-Crempse-Maurens, jusqu'au renouvellement des conseils municipaux français de 2020.

### Liste des maires puis maires délégués
| Période                                  | Période       | Identité             | Étiquette   | Qualité                                |
| ---------------------------------------- | ------------- | -------------------- | ----------- | -------------------------------------- |
| Les données manquantes sont à compléter. |               |                      |             |                                        |
| 1800                                     | 1805          | Jean Leyx            |             |                                        |
| 1805                                     | 1813          | Jean Doat (jeune)    |             |                                        |
| 1813                                     | 1816          | Joseph Delex-Lacoste |             | Adjoint délégué                        |
| 1816                                     | 1822          | Montaut              |             | Adjoint délégué                        |
| 1822                                     | 1835          | Brouwert             |             |                                        |
| 1835                                     | 1848          | Philippe Fraigneau   |             |                                        |
| 1848                                     | 1869          | Henri Monlaud        |             |                                        |
| 1869                                     | 1881          | Élie Laffaux         |             |                                        |
| 1881                                     | 1883          | Jean Helies          |             |                                        |
| 1883                                     | 1884          | Jean Loze            |             |                                        |
| 1884                                     | 1885          | Charles Lambert      |             |                                        |
| 1885                                     | 1892          | Pierre Valade        |             |                                        |
| 1892                                     | 1908          | Ernest Loze          |             |                                        |
| 1908                                     | 1932          | Pierre Lavandier     |             |                                        |
| 1932                                     | 1953          | Robert Beneyx        |             |                                        |
| mai 1953                                 | mars 1963     | Louis Pralon         |             |                                        |
| mars 1963                                | décembre 1967 | Honoré Maumont       |             |                                        |
| décembre 1967                            | janvier 1968  | Christian Flageat    | SE          | 1er adjoint faisant fonctions de maire |
| janvier 1968                             | mars 2014     | Christian Flageat    | SE puis DVG | Retraité du bâtiment                   |
| mars 2014                                | décembre 2018 | Alain Ollivier       | DVG         |                                        |

| Période      | Période  | Identité            | Étiquette | Qualité |
| ------------ | -------- | ------------------- | --------- | ------- |
| janvier 2019 | mai 2020 | Jean-Claude Caseris |           |         |
| mai 2020     | En cours | Denise Wyss         |           |         |

### Instances judiciaires
Dans les domaines judiciaire et administratif, Maurens relève : 
- du tribunal d'instance, du tribunal de grande instance, du tribunal pour enfants, du conseil de prud'hommes, du tribunal de commerce et du tribunal paritaire des baux ruraux de Bergerac ;
- de la cour d'assises et du tribunal des affaires de Sécurité sociale de la Dordogne ;
- de la cour d'appel, du tribunal administratif et de la cour administrative d'appel de Bordeaux.

## Population et société

### Démographie
Les habitants de Maurens se nomment les Maurençois.
En 2018, dernière année en tant que commune indépendante, Maurens comptait 1 052 habitants. À partir du XXIe siècle, les recensements des communes de moins de 10 000 habitants ont lieu tous les cinq ans (2008, 2013, 2018 pour Maurens). Depuis 2006, les autres dates correspondent à des estimations légales.
Au 1er janvier 2022, la commune déléguée de Maurens compte 1 119 habitants.
| 1793  | 1800  | 1806  | 1821  | 1831  | 1836  | 1841  | 1846  | 1851  |
| ----- | ----- | ----- | ----- | ----- | ----- | ----- | ----- | ----- |
| 1 151 | 1 202 | 1 147 | 1 519 | 1 157 | 1 095 | 1 135 | 1 187 | 1 113 |

| 1856  | 1861  | 1866  | 1872  | 1876  | 1881  | 1886  | 1891 | 1896 |
| ----- | ----- | ----- | ----- | ----- | ----- | ----- | ---- | ---- |
| 1 094 | 1 072 | 1 069 | 1 042 | 1 094 | 1 027 | 1 080 | 956  | 955  |

| 1901 | 1906 | 1911 | 1921 | 1926 | 1931 | 1936 | 1946 | 1954 |
| ---- | ---- | ---- | ---- | ---- | ---- | ---- | ---- | ---- |
| 900  | 904  | 900  | 731  | 765  | 690  | 681  | 682  | 700  |

| 1962 | 1968 | 1975 | 1982 | 1990 | 1999 | 2006  | 2008  | 2013  |
| ---- | ---- | ---- | ---- | ---- | ---- | ----- | ----- | ----- |
| 651  | 593  | 595  | 777  | 871  | 896  | 1 006 | 1 037 | 1 046 |

| 2018  | - | - | - | - | - | - | - | - |
| ----- | - | - | - | - | - | - | - | - |
| 1 052 | - | - | - | - | - | - | - | - |

### Enseignement

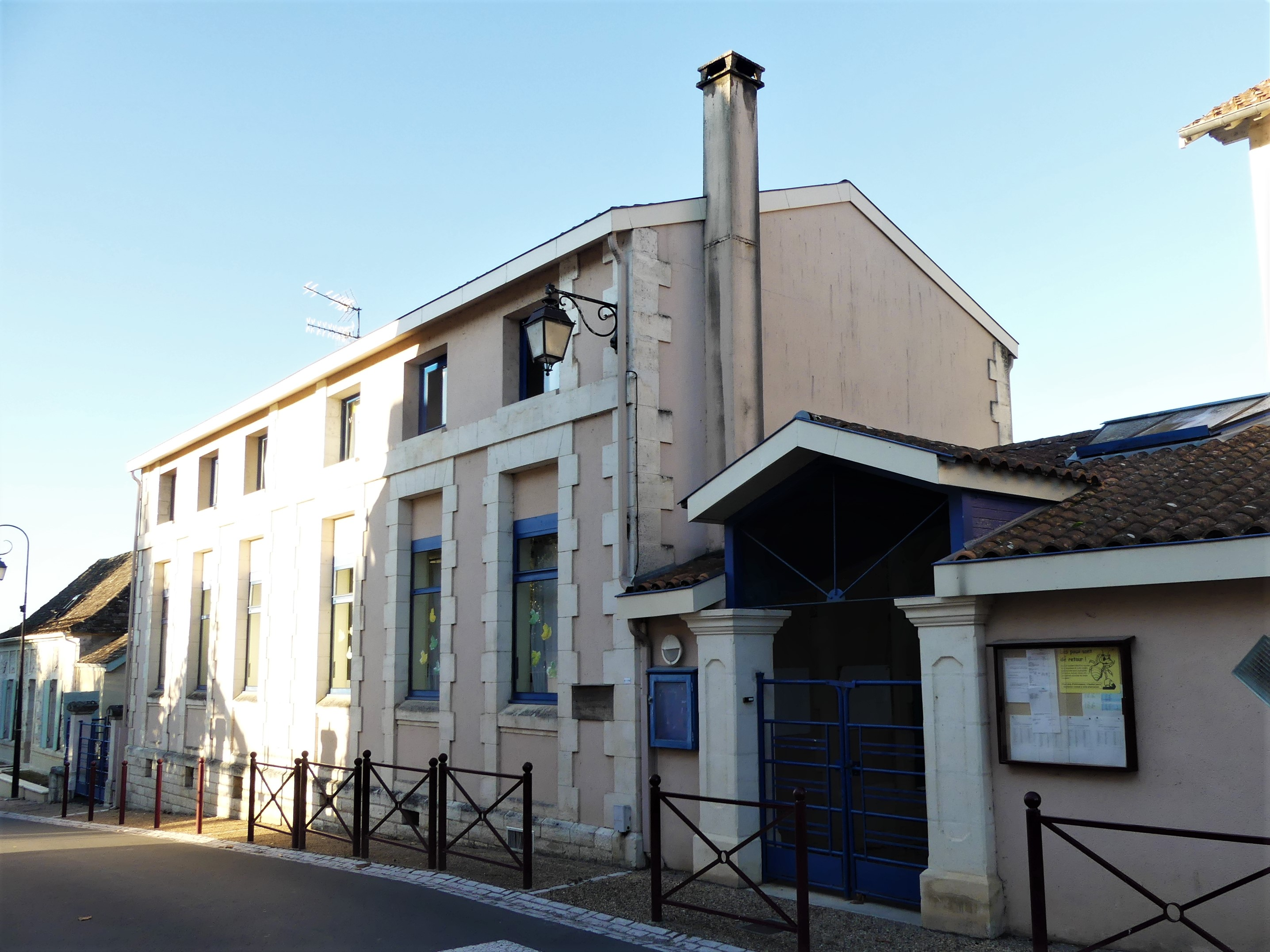
L'école primaire.

Fin 2018, Maurens est organisée en regroupement pédagogique intercommunal (RPI) avec la commune de Campsegret. Maurens s'occupe de la maternelle, du cours préparatoire et du cours élémentaire (CE1 ;  Campsegret accueille les enfants en CE2 et en cours moyen (CM1 et CM2).

### Manifestations culturelles et festivités
- Pendant les années 2010-2020, sur une quinzaine de jours en juillet-août, le festival du Théâtre du roi de cœur (Troc) a présenté des pièces de théâtre à Maurens (10e et dernière édition en 2023)[24].
- Fête annuelle au 15 août[25].

## Économie
Les données économiques de Maurens sont incluses dans celles de la commune nouvelle d'Eyraud-Crempse-Maurens.

### Entreprises
Parmi les entreprises dont le siège social est en Dordogne, deux sociétés implantées à Maurens se classent parmi les cinquante premières de leur secteur d'activité quant au chiffre d'affaires hors taxes en 2015-2016 :
- dans le secteur agroalimentaire, l'Union régionale des coopératives agricoles d'élevage du Sud-Ouest de la France (activités de soutien à la production animale), 9e avec 12 040 k€[26] ;
- dans le secteur des services, la Société coopérative agricole Sorelis (activités de soutien à la production animale), 10e avec 8 875 k€[27].

## Culture locale et patrimoine

### Lieux et monuments
- L'église Notre-Dame-de-l'Assomption a succédé à une autre plus ancienne[28]. L'un de ses vitraux, représentant l'archange saint Michel terrassant le démon, est signé de Gustave Pierre Dagrant.
- À proximité de l'église, une chartreuse a été bâtie ou remaniée au XIXe siècle[29].

### Personnalités liées à la commune
- Georges Marchal (1920-1997), acteur, est décédé à Maurens.
- Jérôme Bosviel (1990-), Rugbyman[30].

### Héraldique
| Blason de Maurens (Dordogne) | Blason  | Coupé émanché : au 1er d'azur à deux roses de jardin d'argent tigées et feuillées du même, celle de dextre posée en barre et celle de senestre posée en bande, au 2e de gueules à trois lions d'or, armés, lampassés et couronnés d'azur. |
| Blason de Maurens (Dordogne) | Détails | Le statut officiel du blason reste à déterminer. |

## Photothèque

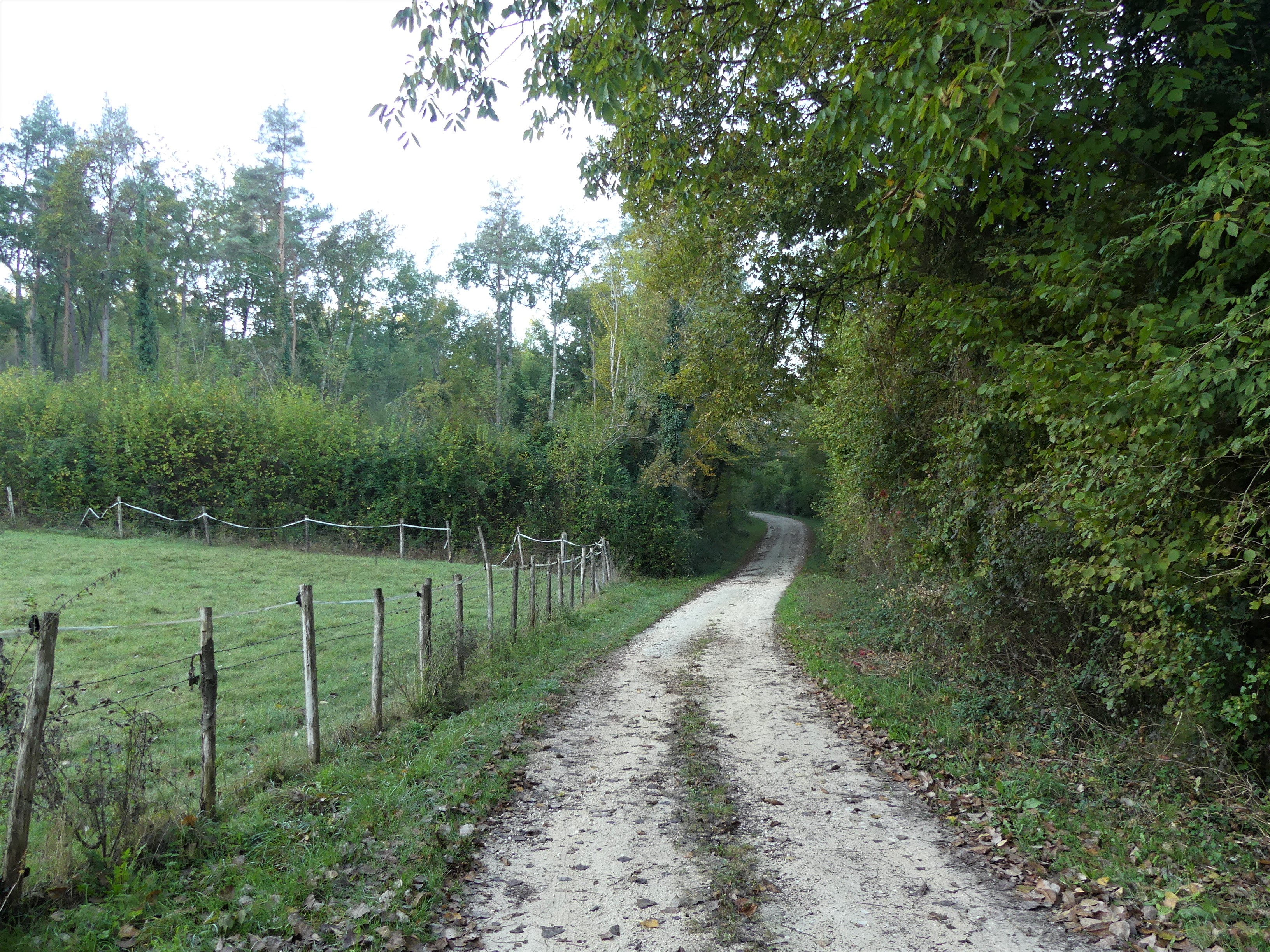
Le sentier de grande randonnée GR 654 près du lieu-dit les Bialles.
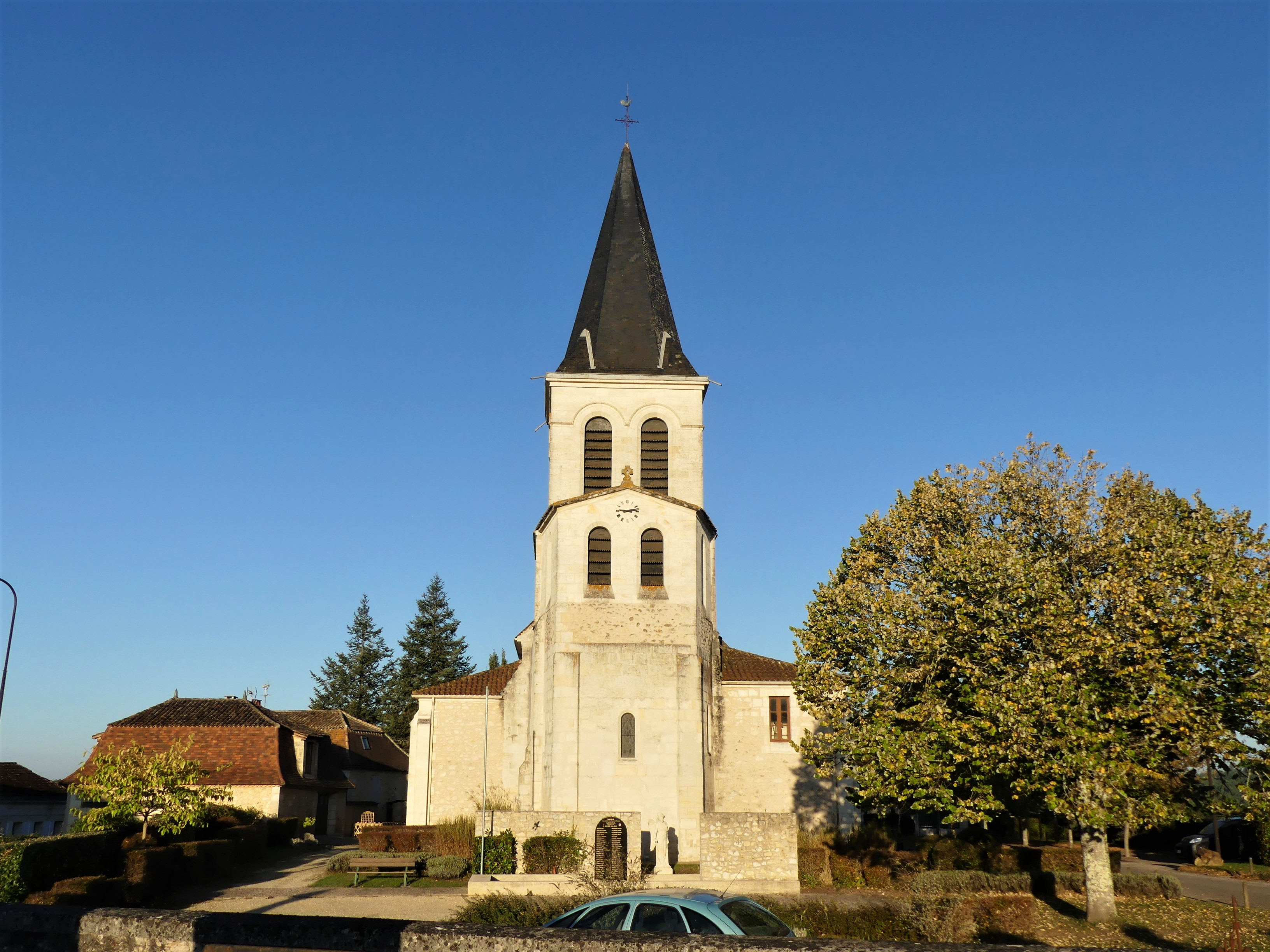
L'église Notre-Dame-de-l'Assomption.
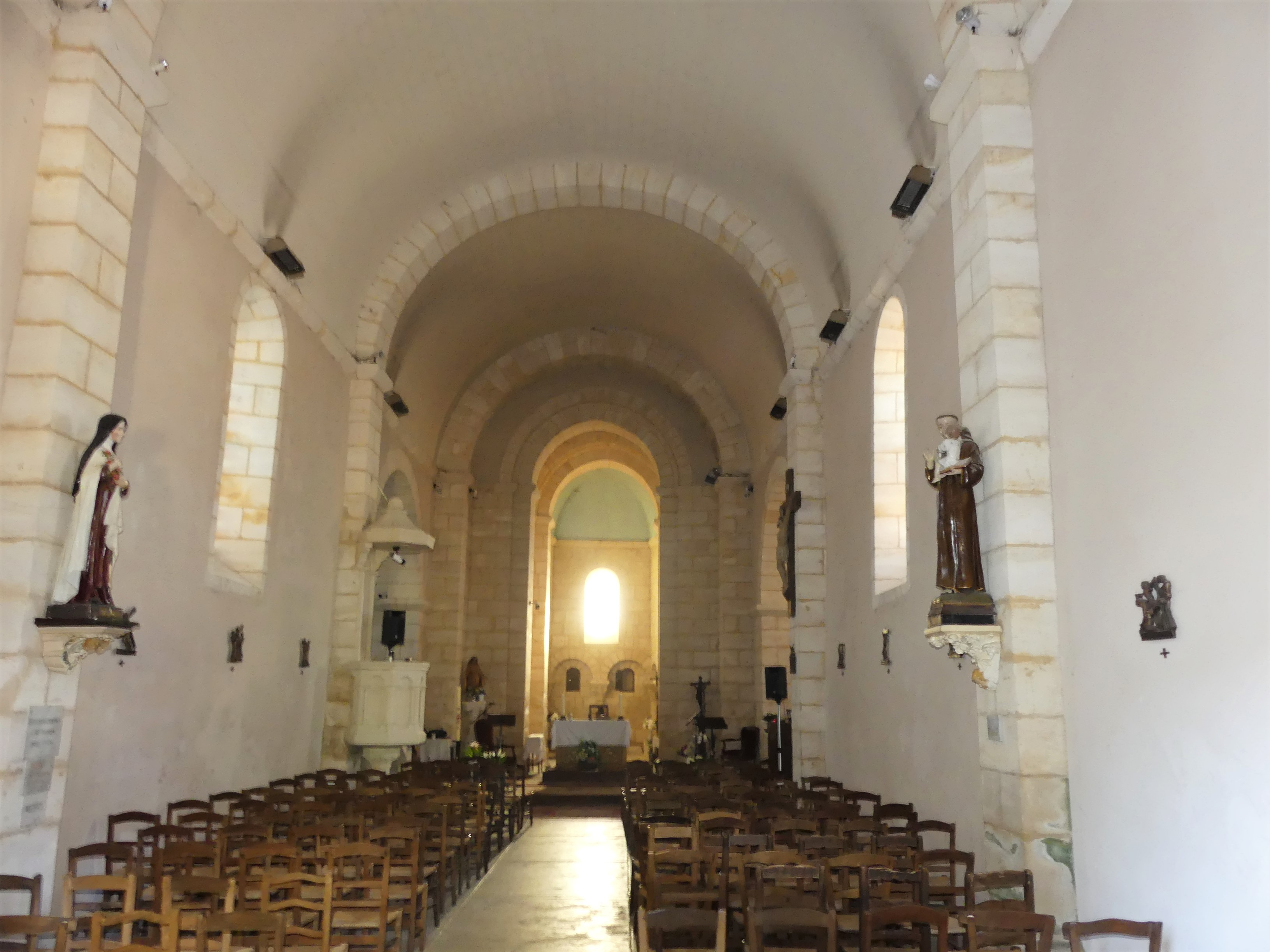
Sa nef.
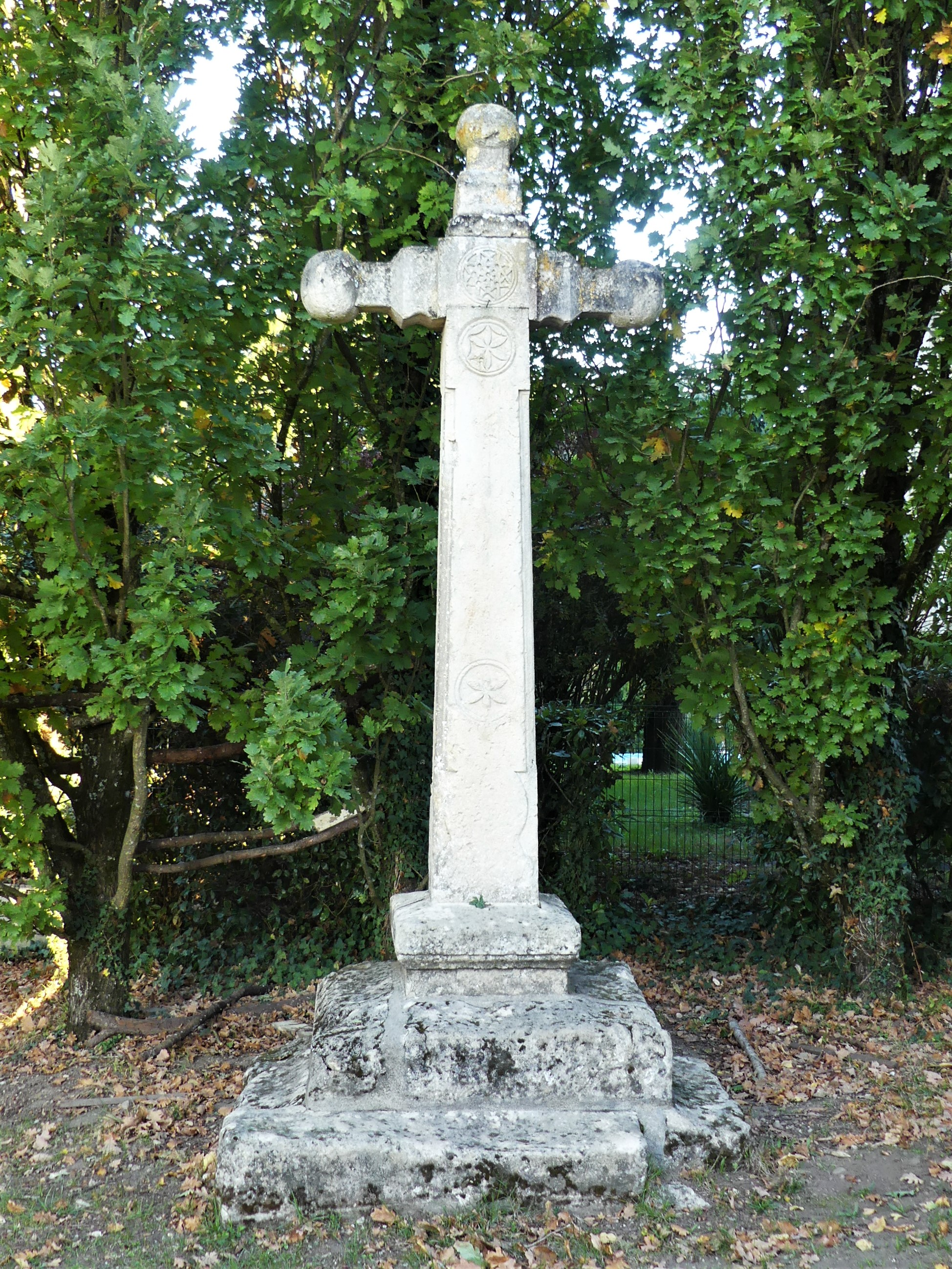
La croix située face au portail de l'église.
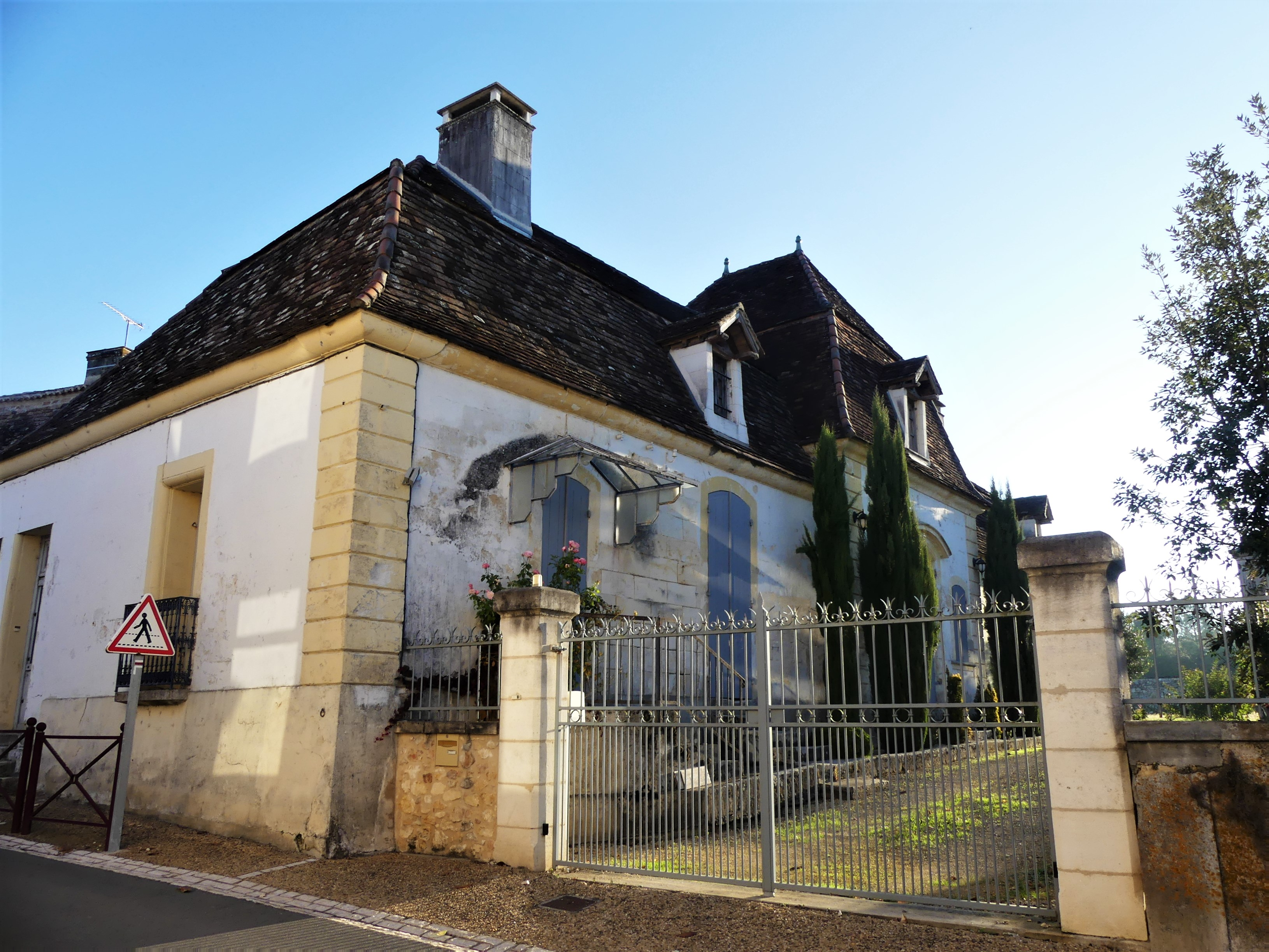
La chartreuse.
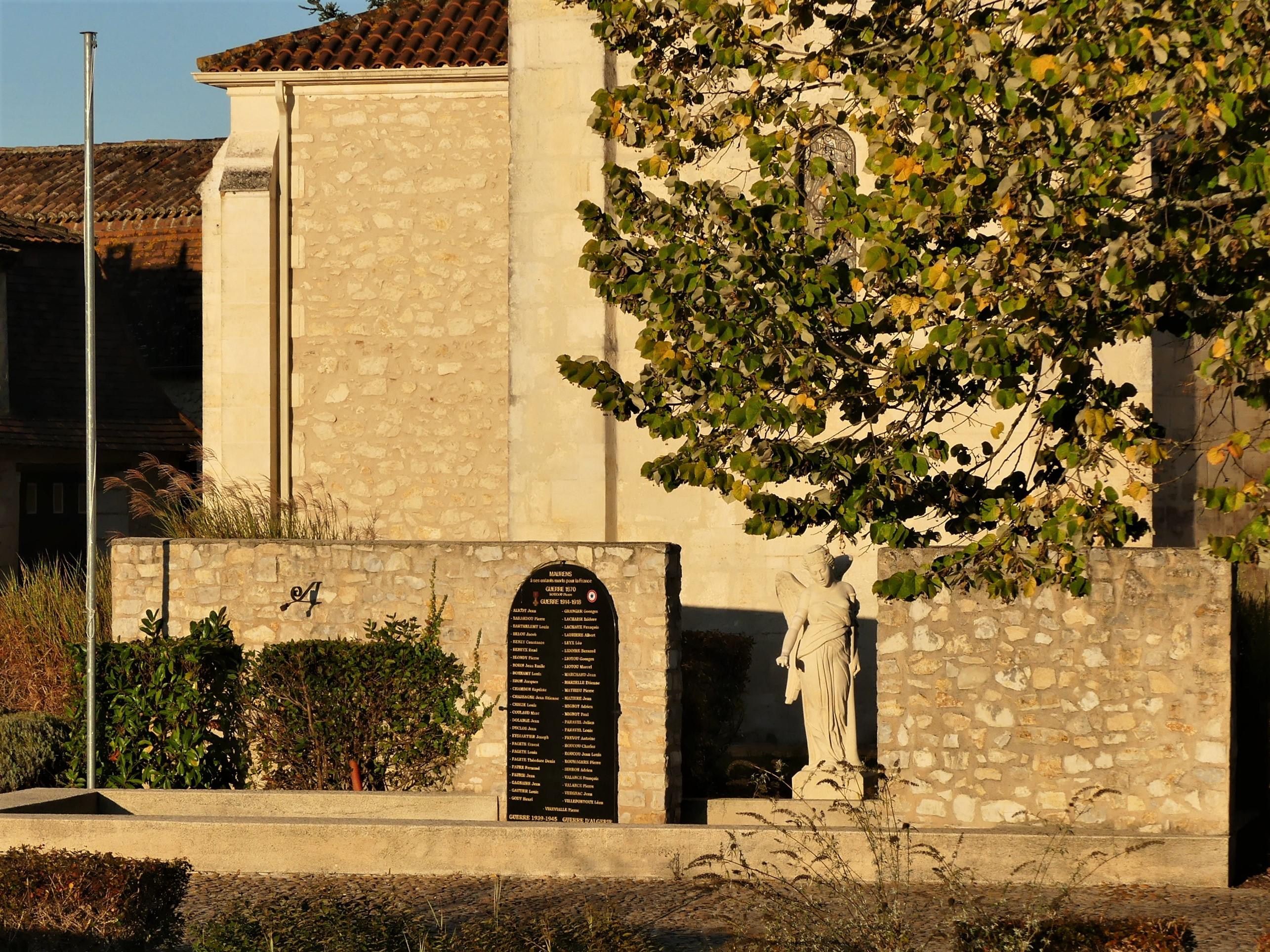
Le monument aux morts.